# Desa Trengguli (administrativ by i Indonesien, lat -7,57, long 111,12)
Desa Trengguli är en administrativ by i Indonesien.   Den ligger i provinsen Jawa Tengah, i den västra delen av landet, 500 km öster om huvudstaden Jakarta.